# Julio Alegre
Julio Fernando Alegre es un comerciante y político argentino retirado, que se desempeñó como intendente de la ciudad de Santiago del Estero entre 2005 y 2009.
Militante de la Unión Cívica Radical, llegó a ser viceintendente de la ciudad de Santiago del Estero el 31 de octubre de 2003, acompañando a Gerardo Zamora como intendente. Cuando este último renunció al cargo para asumir como gobernador, Alegre quedó como intendente interino el 22 de marzo de 2005. Formando parte del Frente Cívico por Santiago de Zamora, ganó las elecciones municipales del 6 de agosto de 2006, reteniendo la intendencia de Santiago del Estero con el 63% de los votos.
Por una presunta defraudación millonaria en perjuicio del municipio, renunció al cargo el 5 de julio de 2009. Al día siguiente fue detenido y Hugo Orlando Infante fue elegido por el Concejo Deliberante de la ciudad como intendente interino. Acusado de ser jefe de una asociación ilícita, Alegre fue investigado por el delito de defraudación, malversación de caudales públicos, violación de los deberes de funcionario público y enriquecimiento ilícito. Su lujosa finca en la zona residencial de El Zanjón fue allanada, donde la policía secuestró automóviles, camionetas y cuatriciclos cero kilómetro, además de un equipo de música valuado en 20 mil dólares. También se encontraron cinco cajas fuertes, donde Alegre guardaba una importante cantidad de dinero entre pesos argentinos y moneda extranjera.
En diciembre de 2012, fue condenado a ocho años de prisión e inhabilitación de por vida para ejercer cargos públicos. Tras cumplir la mitad de su condena, el ex intendente obtuvo la libertad condicional en 2014 e instaló un comercio en su hogar de la capital santiagueña, atendido por él mismo.
En 2018, fue detenido nuevamente ya que tenía pedido de captura solicitado por Uruguay por estafa y lavado de activos. Según la Unidad de Información y Análisis Financiero del Banco Central de ese país, Alegre y su hermano Gustavo, estaban sospechados de adquirir bienes a través de sociedades registradas allí. Sin embargo, la fiscalía uruguaya desistió de formalizar el pedido de extradición al no contar con información precisa.
La sentencia dictada en 2012 fue confirmada tiempo después por los tribunales de alzada y el Superior Tribunal de Justicia de Santiago del Estero. La queja escaló hasta la Corte Suprema de Justicia de la Nación, sin embargo en febrero de 2023, el recurso de la defensa fue desestimado por no reunir requisitos formales y el máximo tribunal de justicia de la Nación dejó firme la sentencia.